# Vlatko Dulić
Vlatko Dulić (Subotica, 20. travnja 1943. – Zagreb, 20. studenoga 2015.)  bio je hrvatski kazališni i filmski glumac te kazališni redatelj, rodom iz autonomne pokrajine Vojvodine u Republici Srbiji. Podrijetlom je bački Hrvat.

## Životopis
Pored kazališnih uloga, šira ga javnost pamti i po ulogama u TV-serijama i filmovima, posebice po ulozi Blaža Gajskog u Kako je počeo rat na mom otoku i doktora u Maršalu.
Glumu je studirao na Akademiji dramskih umjetnosti u Zagrebu, gdje je 1970. diplomirao. Prvi glumački angažman dobio je u kazalištu Gavella (1968.), a djelovao je u drugim kazalištima (HNK u Mostaru, Kerempuh...) 
Osim glume, svojedobno je u Beogradu studirao i pravo.

## Uloge

### Televizijske uloge
- "Vrijeme za bajku" kao car (1974.)
- "Muka svete Margarite" kao voditelj (1975.)
- "Nikola Tesla" kao Edisonov inženjer (1977.)
- "Punom parom" kao direktor Zlobec (1980.)
- "Nepokoreni grad" kao partizanski komandir (1982.)
- "Kiklop" kao Pupo (1983.)
- "Zamke" kao doktor Vladimir Šabolić (1983.)
- "Gabrijel" (1984.)
- "Hajdučki gaj" kao Osojnik (1985.)
- "Putovanje u Vučjak" kao Polugan (1986.)
- "Pozitivna nula" (1990.)
- "Smogovci" kao Kumpićev otac (1991.-1996.)
- "Bitange i princeze" kao šaman Nenad (2009.)
- "Stipe u gostima" kao Šime / Tonči (2009.-2011.)
- "Dome slatki dome" kao Bruno Oblak (2010.)
- "Larin izbor" kao Marijan Radošić (2012.)

### Filmske uloge
- "Savršena igračka" (1970.)
- "Naša stvar" kao mrtvozornik (1975.)
- "Zec" kao topnik Šlemešek (1975.)
- "Bog igre" (1975.)
- "Tri jablana" kao menadžer (1976.)
- "Pucanj" kao pritvorenik (1977.)
- "Tomo Bakran" kao Pavle Križanić (1978.)
- "Bombaški proces" kao dr. Ivo Politeo (1978.)
- "Ispit zrelosti" kao Šmak (1978.)
- "Prijeki sud" kao istražitelj Sučić (1978.)
- "Posljednji podvig diverzanta oblaka" kao Marčić (1978.)
- "Usporeno kretanje" kao Boris Novak (1979.)
- "Rodoljupci" (1981.)
- "Sitne igre" (1981.)
- "Puška u cik zore" (1981.)
- "Kraljevo" (1981.)
- "Kiklop" kao Pupo (1982.)
- "U logoru" kao doktor Puba Agramer (1983.)
- "Dječak i zec" (1983.)
- "Horvatov izbor" kao Polugan (1985.)
- "Lovac protiv topa" (1986.)
- "San o ruži" kao Car (1986.)
- "Svila, škare" kao otac (1987.)
- "Kraljeva završnica" kao konobar (1987.)
- "Slike iz života jednog šalabahtera" (1987.)
- "Osuđeni" kao Mijo (1987.)
- "U sredini mojih dana" kao redatelj (1988.)
- "Vila orhideja" (1988.)
- "Čovjek koji je volio sprovode" kao istražitelj (1989.)
- "Diploma za smrt" kao Tuš (1989.)
- "Orao" kao Vlado (1990.)
- "Lude gljive" (1990.)
- "Parizi-Istra" (1991.)
- "Jaguar" (1992.)
- "Kako je počeo rat na mom otoku" kao Blaž Gajski (1996.)
- "Treća žena" kao Paić (1997.)
- "Kuća duhova" (1998.)
- "Bogorodica" kao Ćiro Šokčević (1999.)
- "Maršal" kao psihijatar (1999.)
- "Madonna" kao Ćiro Šokčević (1999.)
- "Blagajnica hoće ići na more" kao pijanac Profesor (2000.)
- "Holding" kao stalni gost kafića #1 (2001.)
- "Družba Isusova" kao seljak (2004.)
- "Snivaj, zlato moje" kao djed (2005.)
- "Ko živ, ko mrtav" (2005.)
- "Duh u močvari" kao Farkaš (2006.)
- "Libertas" kao Mavro Vetranović (2006.)
- "Vjerujem u anđele" kao Amerikanac (2009.)
- "Most na kraju svijeta" kao Filipov otac (2014.)
- "Trebalo bi prošetati psa" kao Franjo (2014.)

## Vanjske poveznice
- Vlatko Dulić u internetskoj bazi filmova IMDb-u (engl.)
- GDK Gavella – Vlatko Dulić
- Vlatko Dulić - Filmovi i biografija
- am: Preminuo hrvatski kazališni i filmski glumac Vlatko Dulić, narod.hr, 20. studenoga 2015.